# Siedlung Küniglberg

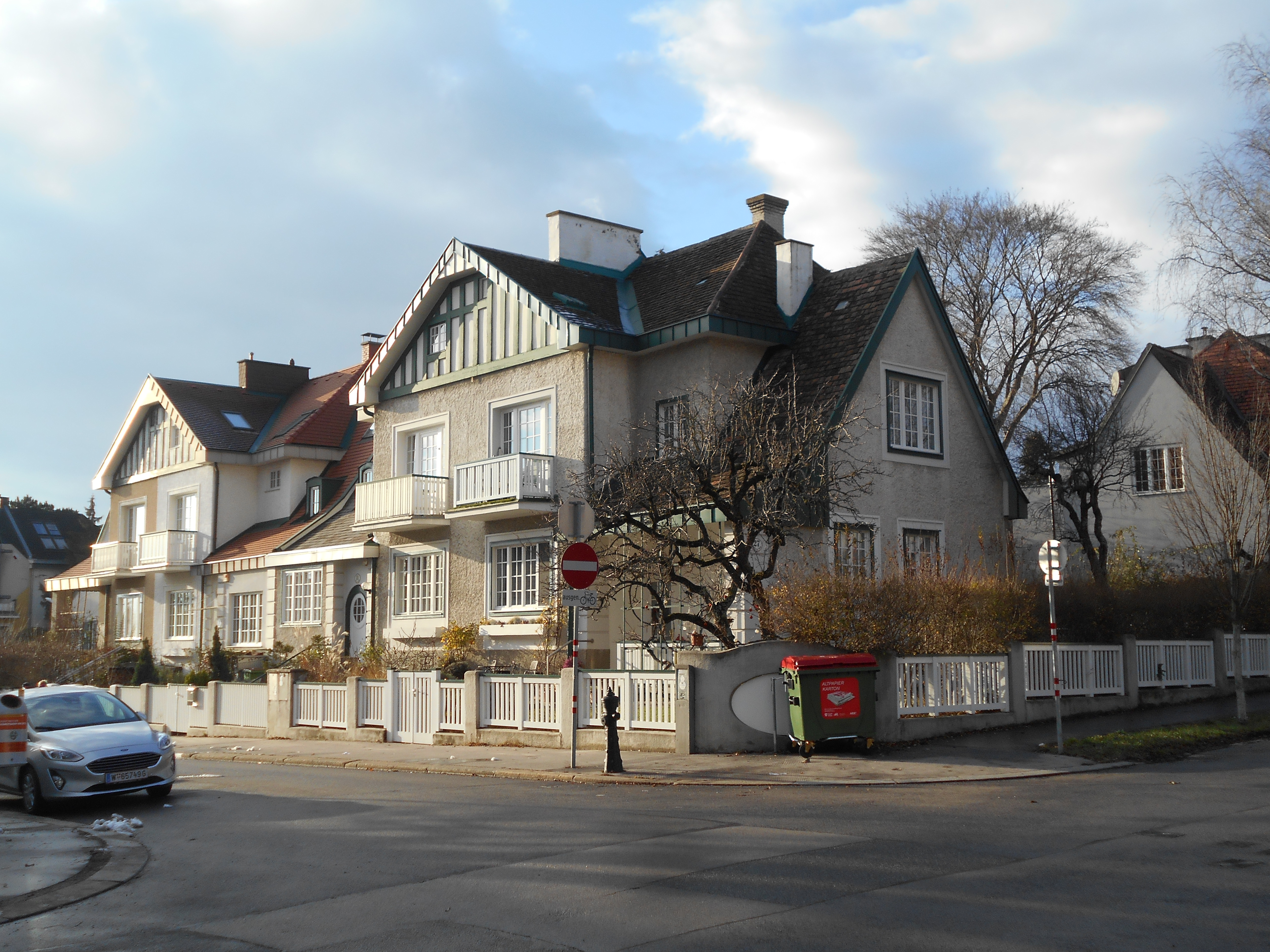
Häuser in der Opitzgasse, an der Ecke zur Würzburggasse

Die Siedlung Küniglberg ist eine Siedlungsanlage im 13. Wiener Gemeindebezirk Hietzing, auf dem gleichnamigen Höhenzug im Bezirksteil Lainz. Sie wurde knapp vor dem Ersten Weltkrieg erbaut und ist eine frühe gemeinsame Arbeit der Wagner-Schüler und später beim kommunalen Wohnbauprogramm des „Roten Wien“ vielbeschäftigten Architekten Heinrich Schmid und Hermann Aichinger. Das Areal ist von der Stadt Wien als bauliche Schutzzone definiert.

## Geschichte
Bauherrin der Anlage war die „Gemeinnützige Wohnbau-Genossenschaft Ostmark“, weswegen zeitgenössisch auch die Namen Siedlung Ostmark oder Kolonie Ostmark üblich waren (Kolonie hier im ursprünglichen Sinn von „Siedlung“). Der Großteil der Siedlung entstand 1912/13 (laut Achleitner, der Dehio gibt abweichend davon 1914–16 an). Im Süden der Anlage wären Gemeinschaftsbauten innerhalb eines größeren Baublocks und eine Stiegenanlage zur Fasangartengasse geplant gewesen, diese Teile kamen aber wegen des Krieges nicht mehr zur Ausführung. Zur Fasangartengasse reicht die Siedlung nunmehr nur durch das Doppelhaus zwischen der Kreuzung zur Würzburggasse und dem Beginn der Melchartgasse.
1926 folgte eine Erweiterung durch eine Zeile von Reihenhäusern auf der geraden Seite der Wattmanngasse, die von der Siedlungsgenossenschaft schon seit 1921 geplant wurde, allerdings wurde das Areal an die „Gamhost Kleinwohnungs-Baugesellschaft“ verkauft, die das Projekt dann ausführte. Architekt dieses Erweiterungsstreifens war Josef Weidinger. Trotz des Wechsels von Baugesellschaft und Architekten wird dieser Streifen zur Siedlung gerechnet und ist auch in der Schutzzone enthalten.
Bis auf kleinere Veränderungen an den Häusern sind Substanz und Charakter der Siedlung noch erhalten.

## Charakteristik
Das Areal wird nach Norden und zum Militärinvalidenheim im Osten durch die Würzburggasse begrenzt, Achsen sind Melchartgasse und Stuweckengasse in Ost-West-Richtung bzw. Wattmanngasse und Opitzgasse in Nord-Süd-Richtung. Beim Zusammentreffen von Melchart- und Opitzgasse bilden die Straßenflächen ein Rondeau aus, das den Ort als Zentrum der Anlage markiert (es war sogar ein Brunnen an dieser Stelle geplant). Gerade am Südende des Rondeaus befinden sich allerdings Reihenhäuser aus späterer Zeit, was die Unabgeschlossenheit der Anlage deutlich sichtbar macht.
Die meisten Häuser sind bis auf wenige Ausnahmen als Reihenhäuser in Gruppen zusammengefasst, vier Häuser sind Solitäre und das Rondeau ist von zwei aneinandergekoppelten Doppelhäusern flankiert. Bei den Reihenhäusern ist die Hälfte jedes Hauses eine Wohneinheit. Alle Häuser sind mit Vorgärten ausgestattet, so dass sich am Straßenrand ein durchgehender Grünstreifen mit Bäumen und Ziersträuchern ausbildet. Es gibt vier Grundrisstypen, die sich größenmäßig zwischen 230 und 650 m² bewegen. Die Architektur der Häuser ist eine Mischung aus einem englischen Landhausstil (Cottage) mit lokalen Formen im Sinn der Heimatschutzarchitektur, die große typologische Vielfalt aufweist. Ein malerischer Eindruck wird durch abwechslungsreiche Oberflächengestaltung wie differenzierende Putze, Fachwerk und Verschalungen sowie durch Details wie Vordächer, Windfänge, Fensterläden und ovale Stiegenhausfenster erzeugt. Die farbenfrohe Gestaltung brachte der Anlage den Spitznamen Papageien-Siedlung ein.

## Galerie

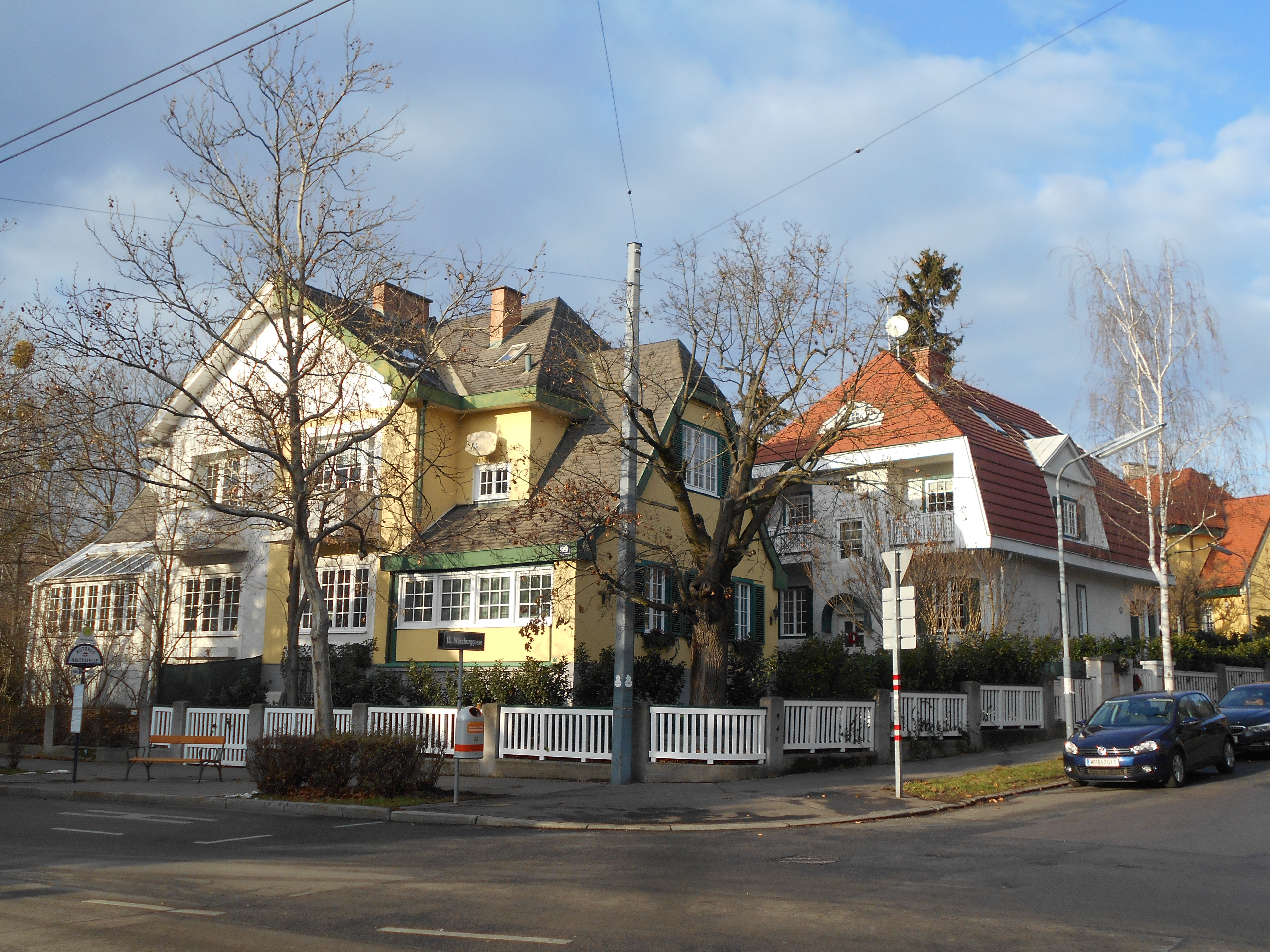
Blick in die Würzburggasse, wo die Siedlung bis zur Fasangartengasse reicht
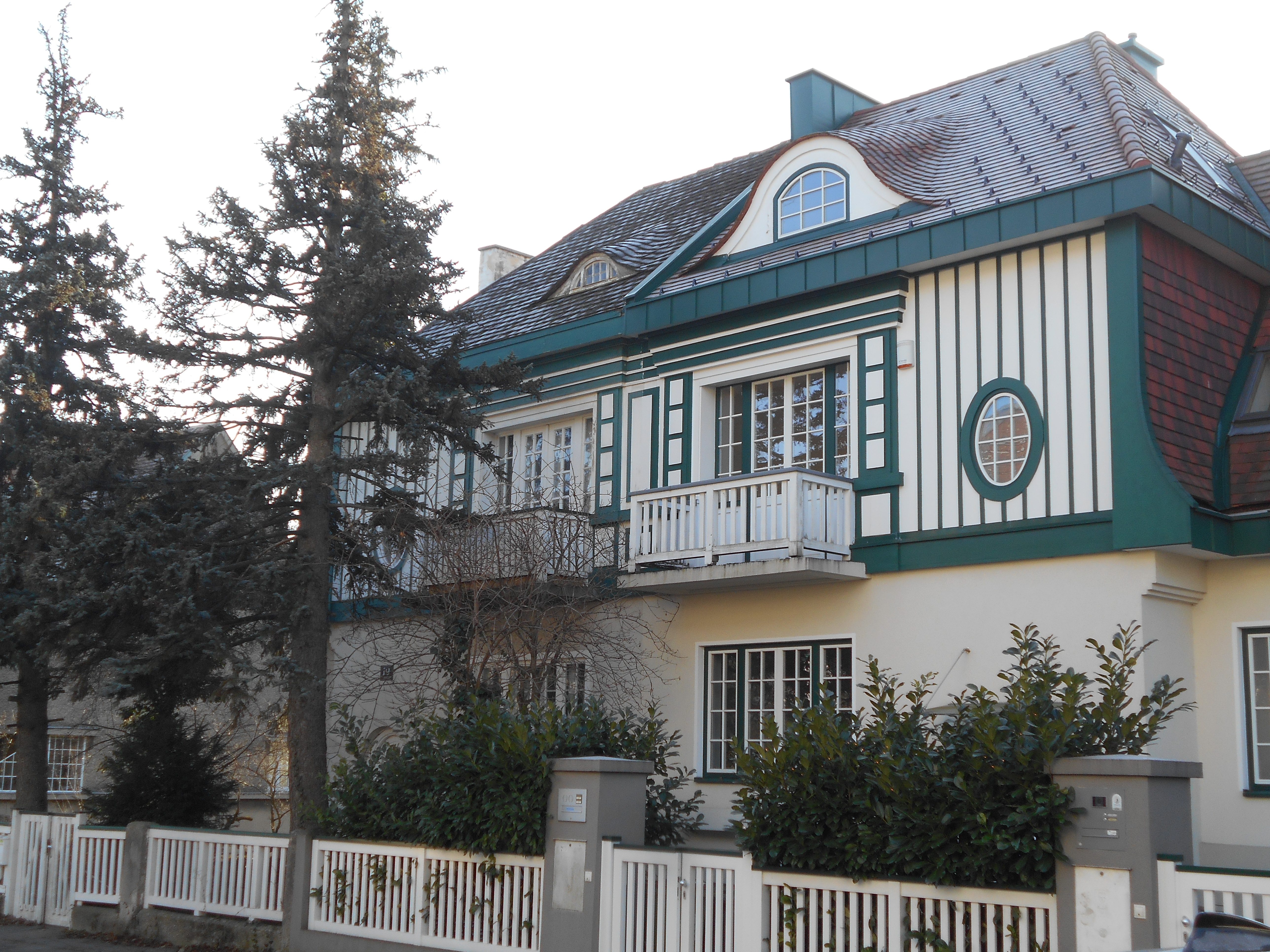
Die Häuser Melchartgasse 19 und 21. Das rechte Haus (Nr. 21) ist restauriert und in Details leicht verändert.
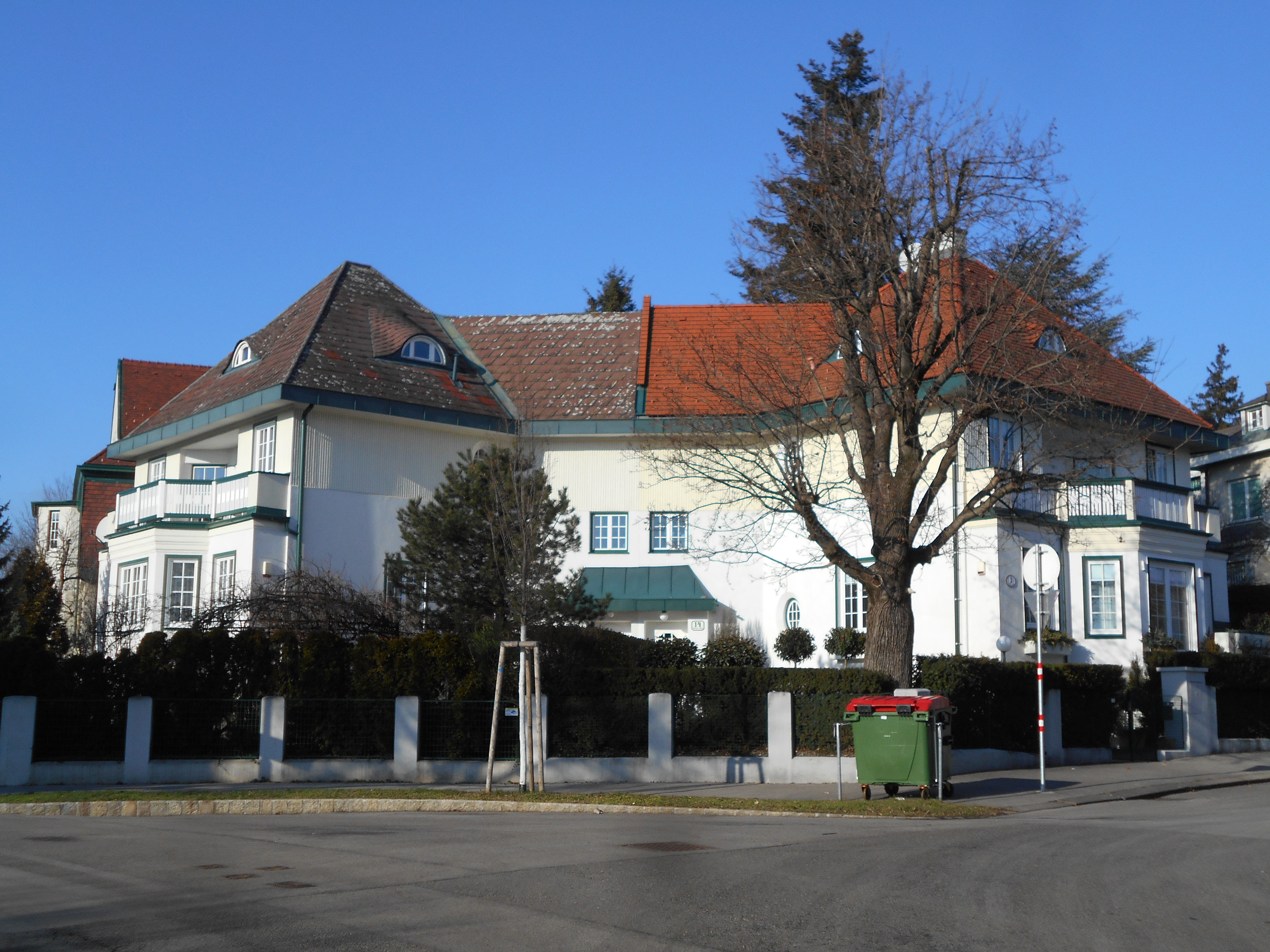
Eines der beiden Doppelhäuser am Rondeau (Melchartgasse 16 bzw. Opitzgasse 1)
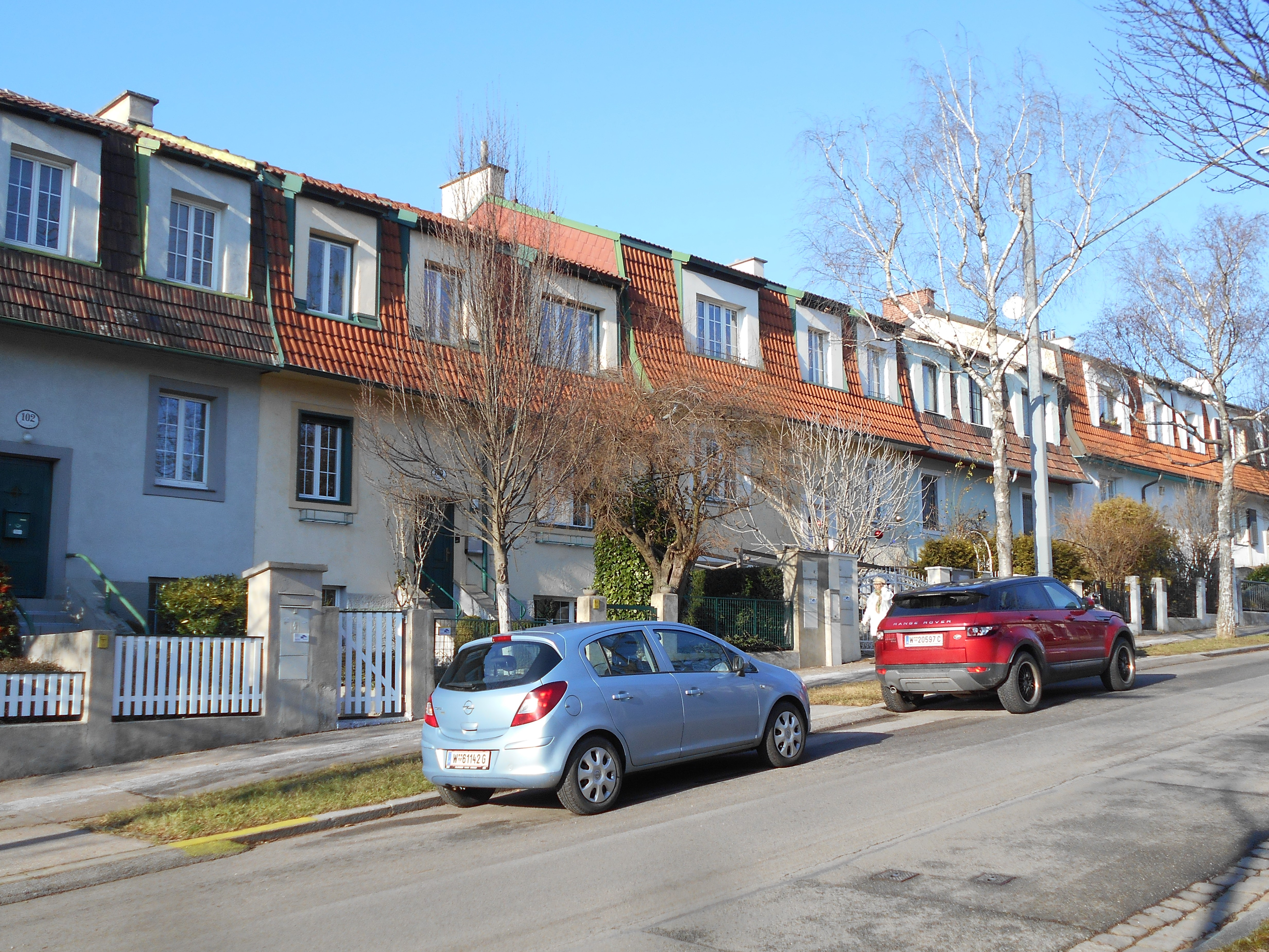
Die Erweiterungsbauten in der Wattmanngasse